# Fath Ali Shah
Fath ʿAli Shah Qajar (in persiano فتح على شاه قاجار‎; Damghan, 25 settembre 1772 – Esfahan, 23 ottobre 1834) fu scià di Persia dal 17 giugno 1797 al 23 ottobre 1834.
Nipote di Agha Muhammad Khan, primo Scià di Persia della dinastia Cagiara, gli succedette sul trono impegnandosi nel rafforzamento della dinastia e nella difesa dell'Impero. Durante il suo regno subì la perdita delle province settentrionali in favore della Russia.

## Guerre russo-persiane
Durante il primo periodo di regno di Fath ʿAli, l'Impero russo prese il controllo della Georgia allora rivendicata dai Persiani.
L'invasione della Georgia nel 1804 ordinata da Fath ʿAli Shah, sotto le pressioni del "clero" sciita, diede avvio alla guerra russo-persiana.

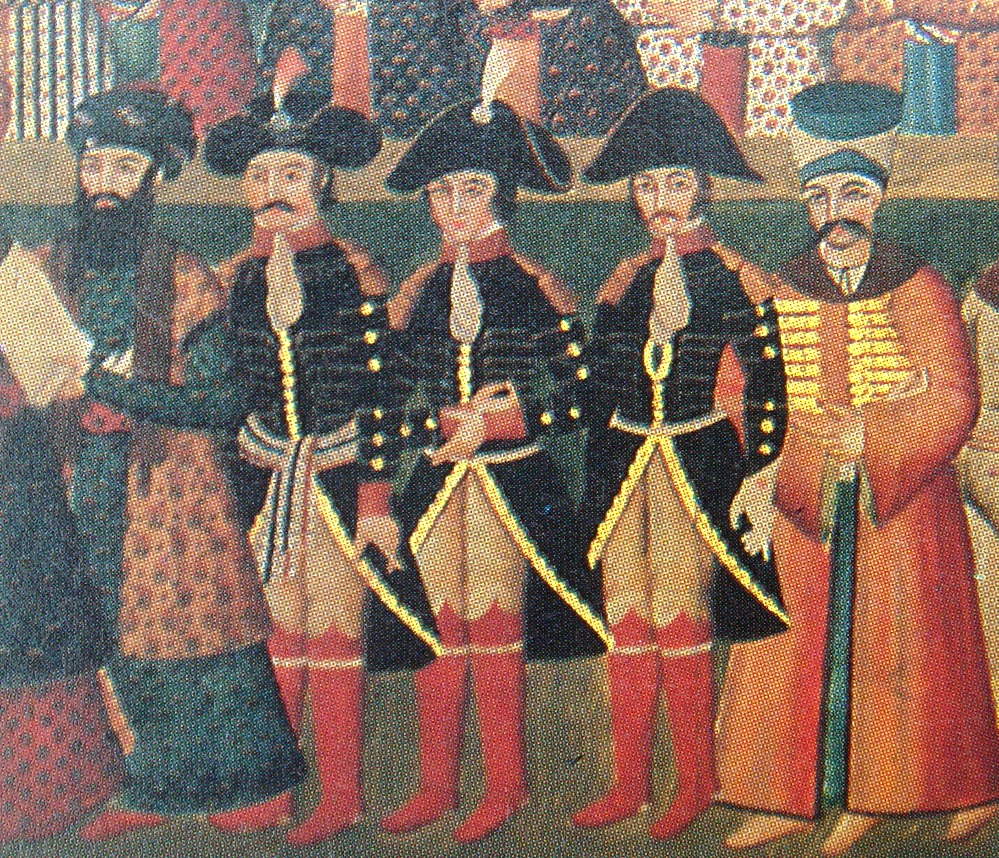
Ufficiali francesi (Gardane, Jaubert e Joanin) alla Corte di Fath ʿAli Shah nel 1808.

Le prime vittorie persiane dovettero cedere il passo alla superiorità tecnologica russa. La Russia intensificò la campagna contro la Persia, che non riuscì ad ottenere l'aiuto britannico, in base all'accordo militare siglato in chiave anti-napoleonica.
La Persia si rivolse quindi alla Francia riuscendo a concludere un'alleanza con il trattato di Finckenstein (1807).
Tuttavia, Napoleone firmò poco dopo la pace con la Russia, mentre un inviato britannico, John Malcolm, promise e poco dopo ritrattò l'aiuto britannico.
Le truppe russe invasero Tabriz nel 1813 e la Persia fu obbligata alla firma del trattato di Golestan, dal nome del villaggio in cui esso fu firmato.
Un'altra guerra tra Russia e Persia fu combattuta tra 1826 e il 1828, concludendosi favorevolmente per la Russia con il Trattato di Turkmenchay.